# Albany (Minnesota)
Albany és una població dels Estats Units a l'estat de Minnesota. Segons el cens del 2000 tenia 1.796 habitants.

## Demografia
Segons el cens del 2000, Albany tenia 1.796 habitants, 708 habitatges, i 436 famílies. La densitat de població era de 498,9 habitants per km².
Dels 708 habitatges en un 34,7% hi vivien nens de menys de 18 anys, en un 49,7% hi vivien parelles casades, en un 9,5% dones solteres, i en un 38,4% no eren unitats familiars. En el 34,5% dels habitatges hi vivien persones soles el 20,3% de les quals corresponia a persones de 65 anys o més que vivien soles. El nombre mitjà de persones vivint en cada habitatge era de 2,37 i el nombre mitjà de persones que vivien en cada família era de 3,13.
Per edats la població es repartia de la següent manera: un 27,7% tenia menys de 18 anys, un 7,2% entre 18 i 24, un 26,6% entre 25 i 44, un 15,8% de 45 a 60 i un 22,8% 65 anys o més.
L'edat mediana era de 36 anys. Per cada 100 dones de 18 o més anys hi havia 80,2 homes.
La renda mediana per habitatge era de 31.577 $ i la renda mediana per família de 41.118 $. Els homes tenien una renda mediana de 31.858 $ mentre que les dones 18.966 $. La renda per capita de la població era de 16.383 $. Entorn del 6% de les famílies i el 10,3% de la població estaven per davall del llindar de pobresa.

## Poblacions més properes
El següent diagrama mostra les poblacions més properes.